# Schwarza (Turyngia)
Schwarza – miejscowość i gmina w Niemczech, w kraju związkowym Turyngia, w powiecie Schmalkalden-Meiningen, siedziba wspólnoty administracyjnej Dolmar-Salzbrücke. Do 31 grudnia 2011 gmina była siedzibą administracyjną wspólnoty administracyjnej Dolmar.

## Współpraca
Miejscowość partnerska:
- Eppstein, Hesja